# Плоске (Броварський район)
Плоске́ — село в Україні, у Броварському районі Київської області. Входить до складу Великодимерської селищної громади. Проживає у Плоскому понад 1700 людей. Загальна площа землі в адмінмежах колишньої Плосківської сільської ради — 2732,3 га. День села 14 жовтня.

## Географія
Селом протікає річка Став, права притока Трубежа.

## Історія
У судових документах 1624 р. Плоске згадується як володіння княгині Мар'яни Корецької. Там же говориться, що княгиня «осадила» вихідців з Димерки на власнім ґрунті.
За Гетьманщини село Плоске входило до складу Гоголівської сотні Київського полку.
За описом Київського намісництва 1781 року в Плоскому було 50 хат. За описом 1787 року в селі проживало 262 особи. Село було у власності різного звання «казених людей» і козаків.
З 1781 року Плоске у складі Остерського повіту Київського намісництва, пізніше у складі того ж повіту Чернігівської губернії.
У 1858 році тут нараховувалось 98 дворів, а у 1897 році — 213 дворів і 1100 осіб населення. Але розвиток села не такий бурхливий, як сусідніх, бо основні дороги того часу обійшли село.
До більшовицького перевороту землі на правому березі Смолянки належать панам Барановському і Мацьку. В селі було 15 млинів і 3 олійниці.
У 1929 році в селі створюється ТСОЗ, а пізніше колгосп. 7 розкуркулених сімей вислано за Урал, «щоб не агітували і не шкодили суцільній колективізації».
Під час німецько-радянської війни Плоске було спалено, люди жили в землянках і «ліпках» — хатах з глини та очерету.
У Плоскому народився і жив Герой Радянського Союзу Іван Дяченко, який загинув при форсуванні Дніпра.
Ще зовсім нещодавно, при комуністах, селяни не мали великих достатків. У 1969 році в селі були 501 двір, 1640 осіб населення і всього 60 телевізорів, 6 холодильників, 4 мотоцикли.
В останні десятиліття тут працювало аграрне господарство, що славилось високими врожаями (нині ДПЗ «Плосківський»).

### Адміністративне підпорядкування
За період з 1920 до 1965 рр. адміністративне підпорядкування Плоского змінювалось, село належало:
- з 1920 року до Гоголівської волості Остерського повіту Чернігівської губернії
- з 1923 року до Гоголівського району Київського округу Київської губернії
- з 1925 року до Великодимерського району Київського округу
- з 1927 року до Броварського району Київського округу
- з 1930 року до Великодимерського району
- з 1963 року до Бориспільського району Київської області
- з 1965 року і донині до Броварського району

## Пам'ятки
У селі Плоске знаходиться дерев'яна Покровська церква, збудована 1890 року.

## Освіта
Про Плосківську школу згадано у літописах Києво-Печерської лаври наприкінці XVIII ст. Спочатку школа була двокласною церковнопарафіяльною, а в 1903—1907 рр. стала чотирикласною.
У 1930 р. школа стає семирічкою. Архівні дані засвідчують, що у 50-х роках у школі було: учителів — 13, дітей 1-3-х класів  — 63, 4-7-х  — 142.
У 1958 р. семирічну школу претворено на восьмирічну, освіту здобували 240 дітей. Завучем школи працював О. П. Таран.
У 1969 р. було збудоване нове приміщення навчального закладу, велику допомогу школі надає місцевий радгосп «Плосківський». Кількість учнів зросла до 387, а у 1975/1976 навчальному році у школі навчалось 405 учнів.
У період з 1977 р. до 2001 р. 40 учнів закінчили Плосківську загальноосвітню школу I—III ступенів із золотими та срібними медалями.
У 2000/2001 навчальному році навчалося 336 учнів, працювали 34 вчителі. У 2024/2025 навчальному році у Плосківському ліцеї навчалося 244 здобувачі освіти, працювали 29 вчителів.

## Відомі особистості
- Волинський Кость Петрович (1922, Плоске — 2007) — український літературний критик.
- Волоха Петро Федосійович — кандидат економічних наук, Герой Соціалістичної Праці, кавалер трьох орденів Леніна, директор ДПЗ «Плосківський».
- Волоха Алла Петрівна — український лікар-імунолог, інфекціоніст, доктор медичних наук.
- Волоха Микола Петрович  — доктор технічних наук в галузі машинобудування, професор НТУУ "КПІ імені Ігоря Сікорського".
- Давиденко Опанас Сакович — за бойові заслуги нагороджений орденом Леніна.
- Дяченко Іван Давидович — Герой Радянського Союзу, народився в с. Плоске, до війни працював бригадиром будівельної бригади, загинув 5 жовтня 1943 року при форсуванні Дніпра. Похований у братській могилі с. Бортничі.
- Касян Іван Павлович — учасник бойових дій німецько-радянської війни, розвідник. Нагороджений трьома орденами Слави.
- Касян Галина Михайлівна (дружина І. П. Касяна) — передова доярка ДПЗ «Плосківський», нагороджена двома орденами Леніна, орденом «Знак пошани» та медалями за трудову діяльність.
- Коротенко (Какун) Ольга Миколаївна (народилась у 1951 р.) — у 1974 р. стала однією з найкращих доярок УРСР, надоївши понад 5 тис. л молока від кожної корови на місцевій фермі. Отримала орден Трудового червоного прапора. У 2001 р. була нагороджена орденом «За заслуги» ІІІ ступеня. Одружена, має двох дітей.
- Топіха Віталій Володимирович — кавалер ордена за мужність(посмертно) в російсько - українській війні.

## Галерея

Дорога між селами Плоске та Гоголів
Знак перед в'їздом в с. Плоске. Весна, 2013
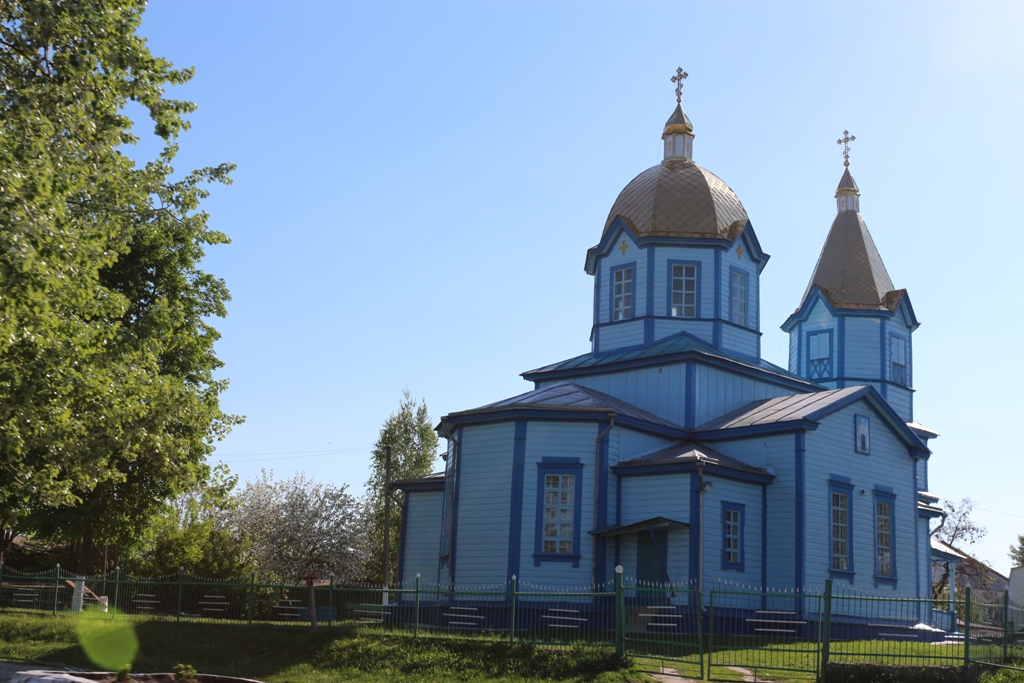
Церква в центрі с. Плоске. Весна, 2013
Команда ФК Плоске. Травень, 2013